# Maynard (Ohio)

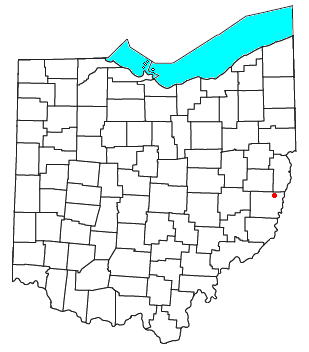
Ubicació de Maynard respecte Ohio

Maynard és una comunitat no incorporada a l'oest del township de Colerain al comtat de Belmont, Ohio, Estats Units, al llarg de Wheeling Creek. Té una oficina de correus amb el codi postal 43937. Maynard forma part de l' Àrea Estadística Metropolitana de Wheeling, WV-OH. La comunitat es troba a prop del township de Wheeling i la seva comunitat germana de Blainesville. Maynard és una part del districte escolar de la ciutat de St. Clairsville-Richland.

## Origen del nom
Maynard rebé el seu nom en honor al director general de correus Horace Maynard, que serviria sota el president Rutherford B. Hayes quan la comunitat sol·licitaria la seva oficina de correus el 1880. Mentre servia com a representant per Tennessee, Maynard havia visitat la seu del comtat a St. Clairsville en nom del president Andrew Johnson i les seves polítiques mentre estava a la campanya Swing Around the Circle gairebé quinze anys abans del nomenament de l'oficina de correus.
Fins a la seva aplicació postal, la parada del tren s'anomenava Henderson's Station en honor de la família Henderson. Sens dubte, Maynard hauria rebut el nom de Henderson si el nom no s'hagués fet servir per a anomenar localitats estatunidenques. Una posta de correus de curta durada a la St. Clairsville-Cadiz Pike (avui State Route 9) al comtat de Belmont, prop de la frontera amb el comtat de Harrison, va rebre el nom de Henderson el 1877 en honor al seu director de correus. També es proposà Stockdale com a nom per a la comunitat, però després de la recent notícia del nomenament d'Horace Maynard al gabinet del president Hayes, es va seleccionar el nom actual.

## Història
A l'actual àrea de Maynard s'hi instal·là inicialment l'estació de Henderson com a parada del Cleveland, Tuscarawas Valley and Wheeling Railway. Comprada per la Cleveland, Lorain and Wheeling Railway el 1875, la línia sovint era coneguda com la línia de la Tuscarawas Valley (TV). Maynard creixé substancialment a mida que es començaren a instal·lar les mines de carbó, al mateix temps en què s'establia la seva oficina de correus fins a la dècada de 1920. Selah Chamberlain, executiu del ferrocarril i propietari de la mina de carbó, va comprar terrenys i va desenvolupar una agrupació de 77 cases de la companyia en un turó sobre Maynard, que s'anomenaria New Pittsburgh el 1883. L'any 1916, les estadístiques mostren que Maynard tenia 1.588 adults i 259 nens membres només a l'església catòlica de St. Stanislaus.